# Münchenbernsdorf
Münchenbernsdorf är en stad i Landkreis Greiz i förbundslandet Thüringen i Tyskland.
Kommunen ingår i förvaltningsgemenskapen Münchenbernsdorf tillsammans med kommunerna Bocka, Hundhaupten, Lederhose, Lindenkreuz, Saara, Schwarzbach och Zedlitz.